# Стів Літтл
Стів Літтл (англ. Steve Little; 9 червня 1965, Філадельфія — 30 січня 2000, Редінг) — американський професійний боксер, чемпіон світу за версією WBA (1994) у другій середній вазі.

## Професіональна кар'єра
Дебютував на профірингу у грудні 1983 року. Вже в шостому бою зазнав першої поразки. І надалі перемоги у Літтла чергувалися з поразками.
22 квітня 1989 року в бою за титул чемпіона світу за версією WBO у першій середній вазі програв технічним нокаутом у восьмому раунді Джону Девід Джексону (США). 
26 лютого 1994 року завоював титул чемпіона світу за версією WBA у другій середній вазі, здолавши за очками співвітчизника Майкла Нанна.
12 серпня 1994 року втратив титул, програвши за очками співвітчизнику Френкі Лайлсу.
14 червня 1997 року відбувся бій між Стівом Літтлом і Джеймсом Тоні (США) за титул чемпіона світу за версією IBO у першій важкій вазі. Літтл зазнав поразки за очками.